# Terriera latiascus
Terriera latiascus är en svampart som beskrevs av P.R. Johnst. 2001. Terriera latiascus ingår i släktet Terriera och familjen Rhytismataceae.   Inga underarter finns listade i Catalogue of Life.